# Stanisław Trzciński (kulturoznawca)
Stanisław Wojciech Trzciński (ur. 27 grudnia 1972 w Warszawie) – polski kulturoznawca i ekonomista, doktor nauk o kulturze i religii, nauczyciel akademicki, menedżer kultury, organizator koncertów, przedsiębiorca, wydawca muzyczny, dziennikarz muzyczny i przedsiębiorca. Autor książki „Zarażeni dźwiękiem. Rynek muzyczny w czasach sztucznej inteligencji”.

## Działalność muzyczna i menadżerska
W latach 1992–1994 współwłaściciel i promotor warszawskiego klubu Filtry. Dyrektor artystyczno-repertuarowy A&R w Universal Music Polska od 1995 do 2000 roku.
W latach 1997–2011 autor i wydawca serii 35 albumów muzycznych. Kompilacje Pozytywne Wibracje, które zostały nagrodzone w 2005 roku złotą płytą oraz dwukrotnie nagrodzone złotą płytą (w 2007 i 2008 roku) Pieprz i Wanilia, zyskały największą rozpoznawalności i popularność w Polsce. W 2014 roku był współwydawcą nagrodzonego platynową płytą albumu koncertowego CD i DVD Night in Calisia Live w wykonaniu laureatów Grammy Awards Włodka Pawlika i Randy Breckera wraz z Filharmonikami Kaliskimi pod dyr. Adama Klocka.
Menedżer piosenkarek, w latach 1997–1999 Anny Marii Jopek, 1999–2002 Renaty Gabryjelskiej i w 2004 Natalii Lesz.
Z ojcem Wojciechem Trzcińskim od 2003 roku współtworzył Centrum Artystycznego Fabryka Trzciny. Od 2006 do 2010 roku kompilował i wydawał serię płyt Sygnowano Fabryka Trzciny.
Od 2004 roku ze swoim wspólnikiem Pawłem Marią Kwiatkowskim zrealizował w Polsce i Wielkiej Brytanii ponad 150 koncertów artystów polskich i zagranicznych, m.in. Macy Gray, Seal, Grace Jones, Kylie Minogue, Kool & The Gang, Gregory Porter, Woody Allen & His New Orleans Jazz Band, Al Di Meola, Scorpions, ZAZ, Take 6, Raphael Saadiq, Benjamin Clementine, The Brand New Heavies, Heather Small & M People, Incognito, Giulia Y Los Tellarini czy Goran Bregovic.
Jako współproducent i współscenarzysta, zorganizował od 2007 do 2018 roku na zlecenie ZPAV dwanaście gal wręczenia Nagród Muzycznych Fryderyk transmitowanych w Telewizji Polskiej, współpracując przy tym z wieloma polskimi artystami.
Właściciel i prezes zarządu agencji STX Music Solutions, wcześniej znanej jako STX Records, współzałożyciel agencji eventowej STX Jamboree, pomysłodawca i właściciel portalu internetowego i aplikacji mobilnych PrzestrzenMuzyki.pl.
Organizator i producent wydarzeń artystycznych, imprez masowych i festiwali muzycznych, m.in. festiwalu PKO BP London Live w Wembley Arena w 2008 roku, koncertu Zaczęło Się w Polsce z udziałem m.in. Lecha Wałęsy (happening tzw. efekt domina) w ramach obchodów 20. rocznicy odzyskania wolności w 1989 roku w Stoczni Gdańskiej dla 100 000 ludzi w 2009 roku. Pozytywne Wibracje Festival w latach 2010–2012 w Białymstoku (jako dyrektor artystyczny), spektaklu – oratorium Kolęda-Nocka 30 lat później (także jako współscenarzysta) w ramach 30 rocznicy wprowadzenia stanu wojennego w Polsce w 2011 roku w Studiu ATM w Warszawie, a także transmitowanego w Telewizji Polskiej: jubileuszowego Koncertu 100-lecia ZAiKS-u w Teatrze Wielkim – Operze Narodowej w Warszawie w 2018 roku (także jako współreżyser i współscenarzysta) z udziałem ponad 300 polskich twórców i artystów.

## Działalność medialna
Felietonista i stały współpracownik polskiej edycji miesięcznika Playboy od 1993 do 1995 roku. Wspólnie z Krzysztofem Mroziewiczem przeprowadził w 1993 roku wywiad z ukrywającym się w Tunisie Jasirem Arafatem. Materiał został przetłumaczony na wiele języków i opublikowany m.in. w niemieckiej edycji magazynu Playboy.
Od 2004 roku do 2008 roku dyrektor programowy i muzyczny śląskiej rozgłośni NRJ FM (Nowe Radio Jazz). Od 2004 do 2012 roku związany z Radiem PiN, gdzie był autorem cotygodniowych audycji i serii płytowej Pinacolada. Od 2020 roku autor cotygodniowej audycji Pinacolada 2.0 w rozgłośni Radiospacja.
W 2008 roku był szefem działu kultury dwutygodnika Gala, w 2011 roku felietonistą tygodnika Przekrój.

## Działalność społeczna
W latach 1988–1990 wszedł w skład prezydium Międzyszkolnego Komitetu Solidarności i redakcji Międzyszkolnego Serwisu Informacyjnego Wydarzenia. W 1989 roku jeden z bliskich współpracowników Jacka Kuronia w sztabie wyborczym Komitetu Obywatelskiego Solidarność na warszawskim Żoliborzu, gdzie w maju i czerwcu 1989 wraz z Adamem Wajrakiem kierowali akcją plakatowania całej dzielnicy.
Lokalny społecznik i redaktor naczelny portalu Żoliborz Oficerski. Od 2017 roku wiceprezes Stowarzyszenia Nie dla Mostu i Trasy Krasińskiego.
Od 2018 roku fundator i prezes zarządu Fundacji Niespodzianka.
Członek Stowarzyszenia Autorów ZAiKS i Akademii Fonograficznej ZPAV.

## Działalność naukowa i wykształcenie

### Wykształcenie
W 1991 roku ukończył LX Liceum Ogólnokształcącego im. Wojciecha Górskiego w Warszawie. W roku akademickim 1991/1992 studiował socjologię na Wydziale Filozofii i Socjologii Uniwersytetu Warszawskiego. W 1995 roku został absolwentem Wydziału Ekonomii Prywatnej Wyższej Szkoły Businessu i Administracji w Warszawie, zdobywając tytuł magistra.
W 2022 roku został doktorem w dyscyplinie nauk o kulturze i religii Uniwersytetu Humanistycznospołecznego SWPS w Warszawie na Wydziale Nauk Humanistycznych. Wyróżniona rozprawa doktorska napisana pod kier. prof. dr hab. Doroty Ilczuk: „W poszukiwaniu typologii odbiorców muzyki w dobie cyfryzacji”.

### Działalność naukowa
Od 2017 roku wykładowca oraz członek zespołu Centrum Badań nad Gospodarką Kreatywną Uniwersytetu Humanistycznospołecznego SWPS w Warszawie. Gościnnie wykłada w Collegium Civitas w Warszawie. Bada polski rynek muzyczny i współczesnych odbiorców muzyki. Opisuje również sytuację prawną oraz materialną twórców w dobie rewolucji technologicznej w świecie cyfrowym.
W 2023 roku ukazała się wydana nakładem Wydawnictwa Naukowego PWN monografia jego autorstwa pt. „Zarażeni dźwiękiem. Rynek muzyczny w czasach sztucznej inteligencji”.
Autor licznych publikacji popularnonaukowych oraz opublikowanego przez Uniwersytet Mikołaja Kopernika w Toruniu w kwartalniku „Acta Universitatis Nicolai Copernici”. Zarządzanie artykułu naukowego „Marketing muzyczny na przykładzie sojuszu marek” na temat współpracy gestora marki wina przeznaczonego dla masowego odbiorcy z niezależnym ośrodkiem sztuki.

## Życie prywatne
Jego ojcem był kompozytor Wojciech Trzciński. Jego siostra Eja Trzcińska związana jest z Papaya Films i współtworzy konkurs Papaya Young Creators. Do 2002 roku związany z Renatą Gabryjelską. Ma syna Jana Trzcińskiego (ur. 2010).

## Nagrody i odznaczenia
W 2005 roku nagrodzony Złotą Płytą za album Pozytywne Wibracje. The Anthology oraz w 2008 roku dwukrotnie nagrodzony Złotą Płytą za albumy Pieprz i Wanilia vol. 2 i Pieprz i Wanilia vol. 3.
Laureat Nagrody Specjalnej ZAiKS-u w 2022 roku za wieloletni wkład w rozwój polskiej kultury.
W marcu 2025 odznaczony przez szefa Urzędu do Spraw Kombatantów i Osób Represjonowanych Odznaką honorową „Działacza opozycji antykomunistycznej lub osoby represjonowanej z powodów politycznych”.